# Joan Padern i Faig
Joan Padern i Faig (Colera, 1924 - Blanes, 22 d'abril de 2016) pintor, fill adoptiu de Blanes (La Selva) des de l'any 1998. Era fill d'un paleta de Vilamaniscle. Els seus primers estudis els va fer al seu poble natal.
Abans dels setze anys acabada la guerra civil, fixa la seva residència a Blanes on els pares pogueren regentar la fonda del Centro. En Joan treballà a l'empresa SAFA fins a l'any 1945. Les seves primeres exposicions es fan a la Sala Municipal d' Art de Girona, a la Vinçon de Barcelona i també a sales municipals de Blanes. En la dècada dels 50 viatja a Sud Amèrica, on es casa amb la blanenca Isabel. La seva obra, bàsicament aquarel·la en aquesta etapa, té un gran reconeixement i visita diferents països com Xile, Veneçuela, Brasil, Colòmbia i Panamà. Quan torna a Europa viu una llarga temporada a París, i exposa de manera regular a Barcelona i Madrid. Torna a Catalunya i fixa la seva residència entre Blanes i Colera. Donà a Blanes un fons destacat de la seva obra pictòrica i d'un arxiu documental.
La seva obra conté aquarel·les, pintures realistes de paisatges i marines, quadres de denúncia i conscienciació ideològica, façanes i carrers de Barcelona. Cal destacar les dues etapes de pintura abstracta (dècada dels 60 i principis del segle XXI) amb la sèrie Geometries. Abans de fer els setze anys i acabada la Guerra civil, fixa la seva residència a Blanes on els pares pogueren regentar la fonda del Centro. En Joan treballà a l'empresa SAFA fins a l'any 1945.